# Гунделфинген на Дунаву
Гунделфинген ан дер Донау (њем. Gundelfingen an der Donau) град је у њемачкој савезној држави Баварска. Једно је од 27 општинских средишта округа Дилинген ан дер Донау. Према процјени из 2010. у граду је живјело 7.759 становника. Посједује регионалну шифру (AGS) 9773136.

## Географски и демографски подаци
Гунделфинген ан дер Донау се налази у савезној држави Баварска у округу Дилинген ан дер Донау. Град се налази на надморској висини од 438 метара. Површина општине износи 54,0 km². У самом граду је, према процјени из 2010. године, живјело 7.759 становника. Просјечна густина становништва износи 144 становника/km².

## Међународна сарадња
| Мјесто | Држава    | Врста сарадње | Од    |
| ------ | --------- | ------------- | ----- |
| Бек    | Холандија | партнерство   | 1970. |
| Извор  |           |               |       |